# Hamad bin Muhammad Al Scharqi

Hamad ibn Muhammad asch-Scharqi (2022)

Scheich Hamad bin Muhammad Al Scharqi (arabisch حمد بن محمد الشرقي, DMG Ḥamad b. Muḥammad aš-Šarqī; * 25. September 1948) ist der aktuelle Herrscher des Emirates Fudschaira, seit er die Macht nach dem Tode seines Vaters Scheich Muhammad bin Hamad Al Scharqi 1974 übernahm.
Seine Mutter, Fatima Al Nuaimi, war eine Schwester des Herrschers des Emirats Adschman, Humaid bin Raschid Al Nuaimi.
Die Scharqi-Familie hat eine sehr enge verwandtschaftliche Beziehung zur Herrscherfamilie von Abu Dhabi, der Familie Nahyan. Diese gestattet ihnen Zugang zu hohen Ämtern und zu Bundesmitteln, die weiter gehen als bei den ähnlich kleinen Emiraten. Scheich Hamad erhielt seine Ausbildung in Großbritannien, er gilt als moderner Herrscher, und seine Reformen haben ihn in guten Kontakt zu Geschäftsleuten und Ausländern gebracht.
Er besuchte im Jahr 1970 die Militärakademie in Mons und kehrte 1971 nach Fudschaira zurück, wo er als Kronprinz von 1971 bis 1974 Minister für Ackerbau und Fischerei war. Zusätzlich bekleidete er das Amt des Sicherheits- und Polizeichefs im Emirat.
Scheich Hamad ist verheiratet mit der Prinzessin Fatima bint Thani Al Maktum aus der Familie Al Maktum, der Herrscherfamilie von Dubai. Sie haben sechs Kinder, drei Jungen und drei Mädchen, von denen Scheich Muhammad (* 1986) der Kronprinz von Fudschaira ist. Dieser ist seit 2009 mit Latifa (III), einer Tochter von Muhammad bin Rashid Al Maktum, verheiratet.
Sein zweiter Sohn Raschid (* 1987) wurde im Januar 2007 zum Vorsitzenden der Medienagentur und der Tennisvereinigung ernannt. Beide setzten ihre Universitätsausbildung in Großbritannien am Amerikanischen College in London fort. Scheich Maktum, der dritte Sohn (* 1991), besuchte die Schule in Fudschaira.
Sein Name tauchte 2016 in den Panama Papers auf.